# Tomuțești, Alba
Tomuțești este un sat în comuna Vadu Moților din județul Alba, Transilvania, România. La recensământul din 2002 avea o populație de 119 locuitori.